# Chris Stokes (Bobfahrer)
Nelson Christian „Chris“ Stokes (* 25. Dezember 1964 in Saint Andrew) ist ein ehemaliger jamaikanischer Bobfahrer, der der ersten jamaikanischen Bobmannschaft angehörte.

## Biografie
Chris Stokes der in den Vereinigten Staaten am Bronx Community College und an der University of Idaho mehrere High School Titel gewann, trainierte für die Teilnahme an den Olympischen Sommerspielen 1988. Sein Bruder Dudley Stokes, konnte sich als Pilot der ersten 
jamaikanischen Bobmannschaft für die Olympisch Winterspiele 1988 in Calgary qualifizieren. Aus diesem Grund reiste Chris ebenfalls nach Calgary um seinen Bruder bei der jamaikanischen Premiere bei Olympischen Winterspielen zu unterstützen.
Kurz vor dem Viererbobrennen wurde Chris Stokes, obwohl er noch nie zuvor in einem Bob gesessen war, in die Mannschaft geholt. Der Grund hierfür war, dass Caswell Allen, der eigentlich als Anschieber agieren sollte, in Calgary mehr das Nachtleben genoss, als sich auf den Wettkampf zu konzentrieren. Die Mannschaft belegte nach dem ersten Lauf den 24. von 26. Plätzen. Nach einem Sturz im letzten der vier Läufe war jedoch für die Vier, die viele Sympathien gewonnen hatten, das Rennen zu Ende. Trotz ihres Sturzes, schob die Crew ihren Bob bis ins Ziel und verkörperte dabei das Motto: „Dabei sein ist alles“.
Fortan war Chris Stokes fester Bestandteil des jamaikanischen Bobsports. So nahm er bei den Olympischen Winterspielen 1992, wo erstmals zwei jamaikanische Teams im Zweierbobrennen starteten, mit seinem Bruder teil. Das Brüderpaar belegte hinter dem Bob „Jamaika 2“ von Devon Harris und Richard McIntosh den 36. Rang. Im Viererbobrennen belegte die Mannschaft den 25. von 31 Plätzen. Bei den Olympischen Winterspielen 1994 in Lillehammer trat Chris nur im Viererbobrennen an. Gemeinsam mit seinem Bruder, Wayne Thomas und Winston Watts belegte die Besatzung bei 30 teilnehmenden Bobmannschaften den 14. Rang. 1995 wurde Stokes Präsident des Jamaikanischen Bobverbands, da er jedoch 1998 bei den Spielen in Nagano erneut als Athlet antrat, schied er im Dezember 1997 wieder aus dem Amt aus. Bei seiner letzten Olympiateilnahme startete Stokes wieder nur im Viererbobrennen und landete auf Rang 21.
Beim Kongress der International Bobsleigh & Skeleton Federation im Juli 2022 kandidierte er für die Nachfolge von Przemysław Piesiewicz um den Posten des Vizepräsidenten für Kommunikation des Bob- und Skeletonweltverbandes. Er trat dabei gegen Chyun Chan-min sowie Bradley Chalupsky an und unterlag schlussendlich dem Südkoreaner Chyun Chan-min.

## Trivia
1993 produzierte Disney einen erfolgreichen Spielfilm mit dem Titel Cool Runnings über die Olympiateilnahme 1988, der eine fiktive Geschichte um das erste Antreten einer jamaikanischen Bobmannschaft bei Olympischen Spielen zum Inhalt hat.